# Kaspersky Anti-Spam
Kaspersky Anti-Spam — программа для защиты пользователей корпоративных почтовых систем и публичных почтовых сервисов от массовой незапрошенной рассылки корреспонденции — спама.

## Функции

### Защита отспама
- Проверка сообщения по спискам. Приложение проверяет IP-адрес отправителя по чёрным спискам провайдеров и общественных организаций (DNSBL — DNS-based Blackhole List). В случае если адрес занесён администратором в белый список, то сообщение принимается, минуя все этапы анализа.
- Фильтрация по SPF и SURBL. В процессе фильтрации может учитываться авторизация отправителя по технологии SPF (Sender Policy Framework). В дополнение к спискам DNSBL, выявляющим спамерские IP-адреса, используется также технология SURBL (Spam URI Realtime Block List), распознающая спамерские URL в теле сообщения.
- Анализ формальных признаков письма. Программа отсеивает спам по таким типичным для него признакам, как модификация адреса отправителя или отсутствие его IP-адреса в системе доменных имён (DNS), неоправданно большое количество получателей или сокрытие их адресов. Кроме того, оцениваются размер и формат сообщения.
- Сигнатурный анализ. Использование круглосуточно обновляемой базы лексических сигнатур позволяет распознавать модифицированные варианты исходного спамерского письма, создаваемые для обхода спам-фильтров.
- Лингвистические эвристики. Программа проверяет наличие и расположение в тексте письма слов и фраз, типичных для спама. Анализу подвергается как текст самого письма, так и содержание вложенных файлов.
- Графические сигнатуры. Используя базу графических сигнатур, приложение блокирует также распространённые в последнее время спамерские письма, которые содержат информацию в виде изображений, а не в виде текста.
- UDS-запросы в режиме реального времени. Технология UDS (Urgent Detection System) позволяет получать данные о последних спамерских рассылках уже через секунду после их обнаружения. Эта информация используется для дополнительной проверки тех сообщений, которые не получили однозначной оценки (спам/не-спам).

### Администрирование
- Гибкое управление. Веб-интерфейс позволяет управлять приложением как локально, так и удаленно. Администратор может настраивать строгость фильтрации, белые и черные списки отправителей, подключать/отключать действие правил фильтрации, включать блокирование почты с кодировками восточных языков.
- Управление группами пользователей. Администратор продукта может создавать группы пользователей — списком адресов или с помощью масок доменов (например, *@???.domain.net) — и применять к ним различные настройки и правила фильтрации.
- Варианты обработки спама. В зависимости от настроек спам может быть автоматически удалён, переадресован в карантинную папку с уведомлением пользователю или помечен для дальнейшей фильтрации на уровне почтового клиента.
- Подробные отчёты. Администратор может контролировать работу приложения, состояние защиты от спама и статус лицензий, используя наглядные HTML-отчёты или просматривая лог-файлы. Возможен экспорт информации в формат CSV или Excel.
- Обновление баз. Обновление основных баз производится по расписанию, заданному администратором (по умолчанию каждые 20 минут). При работе с подозрительными сообщениями приложение обращается за актуальной информацией к серверу UDS-обновлений.

## Аппаратные требования
- Процессор Intel Pentium III 500 МГц или выше (рекомендуется Intel Pentium IV 2,4 ГГц);
- не менее 512 МБ свободной оперативной памяти (рекомендуется 1 ГБ).

## Программныетребования

### Почтовые системы
- Sendmail 8.13.5 с поддержкой Milter API.
- Postfix 2.2.2
- Qmail 1.03
- Exim 4.50
- CommuniGate Pro 4.3.7

### Операционные системы
- RedHat Linux 9.0
- RedHat Fedora Core 3
- RedHat Enterprise Linux Advanced Server 3
- SuSe Linux Enterprise Server 9.0
- SuSe Linux Professional 9.2
- Mandrake Linux version 10.1
- Debian GNU/Linux version 3.1
- FreeBSD version 5.4
- FreeBSD version 6.2

Необходимы установленные утилиты bzip2, which, интерпретатор языка Perl.